# ماسانوری سانادا
ماسانوری سانادا (انگلیسی: Masanori Sanada; ۶ مارس ۱۹۶۸ – ۶ سپتامبر ۲۰۱۱) بازیکن فوتبال اهل ژاپن بود.
از باشگاه‌هایی که در آن بازی کرده‌است می‌توان به باشگاه فوتبال شیمیزو اس-پالس اشاره کرد.